# Шумилов Геннадій Павлович
Генна́дій Па́влович Шумилов (рос. Геннадий Павлович Шумилов; нар. 1943 — пом. 1994) — російський композитор, педагог.
Автор хорових циклів на вірші Сергія Єсеніна, Миколи Рубцова, духовних хорів.